# Perry Como/Diskografie
Diese Diskografie ist eine Übersicht über die musikalischen Werke des US-amerikanischen Sängers Perry Como. Den Schallplattenauszeichnungen zufolge hat er bisher mehr als 5,4 Millionen Tonträger verkauft, davon alleine in seiner Heimat über drei Millionen. Seine erfolgreichste Veröffentlichung ist die Single Catch a Falling Star mit über einer Million verkauften Einheiten.

## Alben

### Studioalben
| Jahr | Titel                                                  | Höchstplatzierung, Gesamtwochen, AuszeichnungChartplatzierungen (Jahr, Titel, Platzierungen, Wochen, Auszeichnungen, Anmerkungen) | Höchstplatzierung, Gesamtwochen, AuszeichnungChartplatzierungen (Jahr, Titel, Platzierungen, Wochen, Auszeichnungen, Anmerkungen) | Höchstplatzierung, Gesamtwochen, AuszeichnungChartplatzierungen (Jahr, Titel, Platzierungen, Wochen, Auszeichnungen, Anmerkungen) | Anmerkungen                                                                                   |
| Jahr | Titel                                                  | DE | UK | US | Anmerkungen                                                                                   |
| ---- | ------------------------------------------------------ | --- | --- | --- | --------------------------------------------------------------------------------------------- |
| 1946 | The Russ Case Collection Volume 1                      | — | — | US4 (1 Wo.)US |                                                                                               |
| 1949 | Supper Club Favorites                                  | — | — | US4 (17 Wo.)US |                                                                                               |
| 1952 | TV Favorites                                           | — | — | US7 (13 Wo.)US |                                                                                               |
| 1954 | I Believe – Songs of all Faiths Sung by Perry Como     | — | — | US6 (19 Wo.)US |                                                                                               |
| 1955 | So Smooth                                              | — | — | US7 (19 Wo.)US |                                                                                               |
| 1957 | We Get Letters                                         | — | — | US8 (10 Wo.)US |                                                                                               |
| 1957 | Dream Along with Me                                    | — | — | US11 (9 Wo.)US |                                                                                               |
| 1958 | We Get Letters (Volume 2)                              | — | UK4 (7 Wo.)UK | — |                                                                                               |
| 1958 | Dear Perry                                             | — | UK6 (5 Wo.)UK | — |                                                                                               |
| 1958 | Saturday Night with Mr. C.                             | — | — | US18 (2 Wo.)US |                                                                                               |
| 1959 | When You Come to the End of the Day                    | — | — | US16 (7 Wo.)US |                                                                                               |
| 1959 | Como Swings                                            | — | — | US17 (12 Wo.)US |                                                                                               |
| 1961 | Sing to Me, Mr. C.                                     | — | — | US50 (13 Wo.)US |                                                                                               |
| 1962 | By Request                                             | — | — | US32 (21 Wo.)US |                                                                                               |
| 1962 | The Best of Irving Berlin’s Songs from „Mr. President“ | — | — | US90 (6 Wo.)US | Sampler mit Beiträgen von Perry Como, den Ray Charles Singers, Sandy Stewart und Kaye Ballard |
| 1963 | The Songs I Love                                       | — | — | US59 (18 Wo.)US |                                                                                               |
| 1965 | The Scene Changes                                      | — | — | US47 (17 Wo.)US | mit The Anita Kerr Quartet                                                                    |
| 1966 | Lightly Latin                                          | — | — | US86 (9 Wo.)US |                                                                                               |
| 1966 | Perry Como in Italy                                    | — | — | US81 (16 Wo.)US |                                                                                               |
| 1969 | Seattle                                                | — | — | US93 (11 Wo.)US |                                                                                               |
| 1971 | It’s Impossible                                        | — | UK13 (13 Wo.)UK | US22 (? Wo.)US |                                                                                               |
| 1971 | I Think of You                                         | — | — | US101 (9 Wo.)US |                                                                                               |
| 1973 | And I Love You So                                      | — | UK1 Platin · (107 Wo.)UK | US34 Gold · (19 Wo.)US |                                                                                               |
| 1974 | Perry                                                  | — | UK26 Gold · (3 Wo.)UK | US138 (10 Wo.)US |                                                                                               |
| 1975 | Memories Are Made of Hits                              | — | UK14 Silber · (17 Wo.)UK | — |                                                                                               |
| 1976 | Just Out of Reach                                      | — | — | US142 (9 Wo.)US |                                                                                               |
| 1983 | For the Good Times                                     | — | UK41 (6 Wo.)UK | — |                                                                                               |

grau schraffiert: keine Chartdaten aus diesem Jahr verfügbar
Weitere Studioalben
| - 1956: Perry Como Sings Hits from Broadway Shows - 1956: Relaxing with Perry Como (UK: Silber) - 1958: Sings Just for You (UK: Silber) - 1959: Perry Como’s Wednesday Night Music Hall - 1960: Dreamer’s Holiday - 1961: For the Young at Heart - 1962: Make Someone Happy - 1963: An Evening with Perry Como - 1965: Somebody Loves Me - 1966: No Other Love - 1967: Favorite Love Ballads by Perry Como (mit Mitchell Ayres and His Orchestra) - 1968: Home for the Holidays - 1968: Look to Your Heart - 1968: You Are Never Far Away - 1969: The Lord’s Prayer - 1970: It’s Impossible - 1970: In Person at the International Hotel Las Vegas - 1971: Door of Dreams | - 1971: Perry Como Sings / In Romantic Mood - 1972: This Is Perry Como Vol. 2 (mit The Ray Charles Singers und The Anita Kerr Singers, 2 LPs) - 1974: The Sweetest Sounds - 1974: Sylvania Presents Perry Como by Special Request - 1975: Perry Como - 1975: Perry Como in Nashville - 1977: The Best of British - 1978: Where You’re Concerned - 1978: Something Special - 1980: Perry Como - 1980: Perry Como New Best - 1981: Perry Como Live on Tour - 1982: I Wish It Could Be Christmas Forever - 1983: So It Goes - 1987: Today - 1993: 1940–41 Broadcast Recordings (Ted Weems and His Orchestra feat. Perry Como und Elmo Tanner) - 1999: I Dream of You |

### Kompilationen
| Jahr | Titel                                 | Höchstplatzierung, Gesamtwochen, AuszeichnungChartplatzierungen (Jahr, Titel, Platzierungen, Wochen, Auszeichnungen, Anmerkungen) | Höchstplatzierung, Gesamtwochen, AuszeichnungChartplatzierungen (Jahr, Titel, Platzierungen, Wochen, Auszeichnungen, Anmerkungen) | Höchstplatzierung, Gesamtwochen, AuszeichnungChartplatzierungen (Jahr, Titel, Platzierungen, Wochen, Auszeichnungen, Anmerkungen) | Anmerkungen                                                |
| Jahr | Titel                                 | DE | UK | US | Anmerkungen                                                |
| ---- | ------------------------------------- | --- | --- | --- | ---------------------------------------------------------- |
| 1949 | A Sentimental Date with Perry         | — | — | US1 (10 Wo.)US |                                                            |
| 1958 | Como’s Golden Records                 | — | UK4 (5 Wo.)UK | US24 (2 Wo.)US |                                                            |
| 1975 | 40 Greatest Hits                      | — | UK1 Platin · (30 Wo.)UK | — | Doppelalbum                                                |
| 2001 | Gold – Greatest Hits                  | — | UK55 Silber · (2 Wo.)UK | — |                                                            |
| 2003 | The Essential                         | — | UK54 (3 Wo.)UK | — |                                                            |
| 2004 | Papa Loves Mambo – The Very Best Of   | — | UK63 (1 Wo.)UK | — |                                                            |
| 2009 | Very Best of                          | — | UK41 (2 Wo.)UK | — |                                                            |
| 2012 | The Complete RCA Christmas Collection | — | UK77 (1 Wo.)UK | — | Erstveröffentlichung: 9. November 2012 Charteinstieg: 2023 |
| 2020 | Gold                                  | — | UK68 (1 Wo.)UK | — |                                                            |

grau schraffiert: keine Chartdaten aus diesem Jahr verfügbar
Weitere Kompilationen
| - 1957: Perry Como - 1963: Perry at His Best - 1964: Love Makes the World Go ’Round - 1965: Somebody Loves Me - 1967: Hello, Young Lovers - 1970: This Is Perry Como - 1971: Easy Listening (2 LPs) - 1971: Here Is Perry Como (2 LPs) - 1972: Here Is Perry Como Vol. 2 (2 LPs) - 1972: The Shadow of Your Smile - 1973: Dream On Little Dreamer - 1973: Relax with Perry Como - 1974: The Perry Como Collection (UK: Gold) - 1974: Gold Deluxe (2 LPs) - 1974: Fly Me to the Moon (UK: Silber) - 1974: 20 Golden Hits - 1975: Pure Gold - 1975: I Believe in Music - 1975: Como’s Golden Records (UK: Silber) - 1975: Sylvania Presents Perry Como Just for You - 1976: Forever – 32 Hits - 1976: A Legendary Performer - 1977: Especially for You - 1977: A Portrait in Music - 1977: Perry Como (2 LPs) - 1979: Superstar - 1979: Perry Como (2 LPs) - 1980: Perry Como’s 20 Greatest Hits: Volume One - 1980: Feelings (mit Morris Albert, Salena Jones, Johnny Mathis, Shirley Bassey, Richard Clayderman, Mari Nakamoto, Bobby Vinton, Tony Christie, The Singers Unlimited, Caravelli, Orion, Claude Ciari, Claude Déjean) - 1981: 20 Greatest Hits Volume II - 1984: Perry Como (4 LPs) - 1984: The Young Perry Como (mit Ted Weems & His Orchestra) - 1985: Magic Moments (2 LPs) - 1987: The Best of Perry Como (UK: Silber) - 1987: The Perry Como Collection - 1987: Love Songs - 1988: All Time Greatest Hits - 1988: Perry Como – Three Album Set (Box mit 3 LPs) | - 1988: Jukebox Baby - 1989: Perry Como - 1993: Yesterday & Today – A Celebration in Song (Box mit 3 CDs) - 1993: The Love Songs - 1993: Take Me in Your Arms - 1994: Magic Moments - 1995: Love Letters - 1995: 16 Most Requested Songs - 1996: The Best of Perry Como (UK: Silber) - 1996: The Love Collection - 1997: The Very Best of Perry Como - 1998: The Incomparable Perry Como - 1998: The Long Lost Hits of Perry Como - 1998: A Classic Collection - 1999: The Classic Years - 2000: Perry Como - 2000: 36 All-Time Greatest Hits (3 CDs) - 2000: They Say It’s Wonderful - 2000: For You - 2000: Prisoner of Love - 2000: The Very Best of Perry Como - 2000: Perry Como (2 CDs) - 2000: The Definitive Perry Como Collection (2 CDs) - 2000: Greatest Gospel Songs - 2000: Till The End of Time (Box mit 3 CDs) - 2001: Enchanted Evening with Perry Como - 2001: Perry Como Sings Songs of Faith & Inspiration (2 CDs) - 2002: To Know You - 2002: With a Song in My Heart (2 CDs) - 2002: Perry Como Presents 20 Classics from the Early Years - 2003: Don’t Let the Stars Get in Your Eyes – 23 Greatest Hits - 2003: Perry Como - 2003: The Best of Perry Como - 2003: Till The End of Time - 2004: Legends (3 CDs) - 2006: One More Time (mit The Fontane Sisters) - 2006: Here’s Perry Como - 2007: Papa Loves Mambo - 2011: The Real … Perry Como (The Ultimate Perry Como Collection) (3 CDs) |

### EPs
| - 1952: Perry Como Sings His Favorite Songs of Worship - 1952: Songs of Faith - 1952: TV Favorites - 1952: I’m Always Chasing Rainbows / Love Me or Leave Me / Body and Soul / When Your Hair Has Turned to Silver (I Will Love You Just the Same) - 1952: When Day Is Done / Carolina Moon / What’ll I Do / If We Can’t Be the Same Old Sweethearts We’ll Just Be the Same Old Friends (mit Russ Case and His Orchestra / Lloyd Shaffer and His Orchestra) - 1953: Bushel and a Peck / You’re Just in Love / Marrying for Love / It’s a Lovely Day Today (mit Betty Hutton) - 1953: It was the Night Before Christmas / The Twelve Days of Christmas / God Rest Ye Merry, Gentlemen / C-H-R-I-S-T-M-A-S - 1953: Joy to the World / Rudolph, the Red-Nosed Reindeer / Frosty the Snow Man / The Christmas Song (Merry Christmas to You) - 1953: The Story of the First Christmas - 1954: Como’s Golden Records (Part 1) - 1954: Song of Songs - 1954: Jingle Bells / White Christmas / Santa Claus Is Comin’ to Town / Winter Wonderland - 1955: P. C. (mit Mitchell Ayres and His Orchestra) - 1955: So Smooth (Doppel-EP) - 1956: I Believe - 1956: The Rose Tattoo - 1956: Relaxing with Perry Como - 1956: With a Song in My Heart / Love Me or Leave Me / Lies / Body and Soul / No Other Love - 1956: Perry Como Sings Merry Christmas Music - 1956: Perry Como Sings Hits from Broadway Shows (Doppel-EP) - 1957: Temptation / Black Moonlight / All at Once You Love Her / Look Out the Window (And See How I’m Standing in the Rain) - 1957: If / When You Were Sweet Sixteen / I’ve Got the World on a String / You Do Something to Me - 1957: What’ll I Do / Blue Room / Hot Diggity (Dog Ziggity Boom) / It Happened in Monterey | - 1957: Dream Along with Me - 1957: Perry Como - 1957: We Get Letters, Vol. 1 - 1957: We Get Letters, Vol. 2 - 1957: Kleenex Tissues Presents Perry Como Highlighter - 1958: Evening Reverie - 1958: When You Come to the End of the Day / May the Good Lord Bless and Keep You / He’s Got the Whole World in His Hands / Only One - 1958: Round and Round / When You Were Sweet Sixteen / Till the End of Time (Based on Chopin’ Polonaise) / Hubba-Hubba-Hubba (Dig You Later) - 1958: Temptation / Mi casa, su casa (My House Is Your House) / Prisoner of Love / Because - 1958: Perry Como Sings the Pops - 1958: Hits by Perry Como - 1958: Perry Como Sings Merry Christmas Music - 1958: We Get Postcards - 1959: Como Swings - 1959: You’ll Never Walk Alone - 1959: Perry Como Sings - 1959: Relaxing with Perry Como - 1959: I Believe - 1959: Perry Como’s TV-Songs - 1959: Christmas with Como - 1960: Honey, Honey - 1962: White Label Radio Promo - 1963: Tenderly Yours |

### Weihnachtsalben
| Jahr | Titel Musiklabel Katalog-Nr.                            | Höchstplatzierung, Gesamtwochen, AuszeichnungChartplatzierungen (Jahr, Titel, Musiklabel Katalog-Nr., Platzierungen, Wochen, Auszeichnungen, Anmerkungen) | Höchstplatzierung, Gesamtwochen, AuszeichnungChartplatzierungen (Jahr, Titel, Musiklabel Katalog-Nr., Platzierungen, Wochen, Auszeichnungen, Anmerkungen) | Höchstplatzierung, Gesamtwochen, AuszeichnungChartplatzierungen (Jahr, Titel, Musiklabel Katalog-Nr., Platzierungen, Wochen, Auszeichnungen, Anmerkungen) | Anmerkungen                                                               |
| Jahr | Titel Musiklabel Katalog-Nr.                            | DE | UK | US | Anmerkungen                                                               |
| ---- | ------------------------------------------------------- | --- | --- | --- | ------------------------------------------------------------------------- |
| 1946 | Perry Como Sings Merry Christmas Music RCA Victor P-161 | — | — | US1 (31 Wo.)US |                                                                           |
| 1957 | Perry Como Sings Merry Christmas Music RCA Victor 1243  | — | — | US8 (9 Wo.)US | Neuauflage des Albums von 1946 erreichte Ende 1958 noch einmal Platz 9    |
| 1959 | Season’s Greetings from Perry Como RCA Victor LPM 2066  | — | — | US22 Gold · (9 Wo.)US | fünfmal Wiedereintritt 1961–1963 + 2021 + 2024                            |
| 1964 | Perry Como Sings Merry Christmas Music RCA Camden 660   | — | — | US— GoldUS | Neuauflage der Alben von 1946 und 1957                                    |
| 1970 | The Perry Como Christmas Album –                        | — | — | US— GoldUS | erstmals 1968 erschienen                                                  |
| 1999 | Greatest Christmas Songs –                              | — | — | US30 (18 Wo.)US | Erstveröffentlichung: 1. Juli 1999 in US erstmals 2021/2022 in den Charts |
| 2001 | A Perry Como Christmas –                                | — | — | US56 (8 Wo.)US |                                                                           |
| 2014 | The Classic Christmas Album –                           | — | — | US17 (22 Wo.)US | Erstveröffentlichung: 13. Oktober 2014                                    |

grau schraffiert: keine Chartdaten aus diesem Jahr verfügbar
Weitere Weihnachtsalben
- 1959: Perry Como Sings the Songs of Christmas
- 1973: Back Home for Christmas (mit Julie Andrews, Chet Atkins, Jack Jones, Ed Ames, Box mit 5 LPs)
- 1983: Christmas with Perry Como
- 1989: I Wish It Could Be Christmas Forever
- 1992: Christmas Favorites (mit Dean Martin, Mel Tormé und Johnny Mercer)
- 1997: Christmas with Perry Como
- 2004: Christmas Legends (mit Rosemary Clooney)

## Singles
| Jahr | Titel Album                                                    | Höchstplatzierung, Gesamtwochen/‑monate, AuszeichnungChartplatzierungen (Jahr, Titel, Album, Platzierungen, Wochen/Monate, Auszeichnungen, Anmerkungen) | Höchstplatzierung, Gesamtwochen/‑monate, AuszeichnungChartplatzierungen (Jahr, Titel, Album, Platzierungen, Wochen/Monate, Auszeichnungen, Anmerkungen) | Höchstplatzierung, Gesamtwochen/‑monate, AuszeichnungChartplatzierungen (Jahr, Titel, Album, Platzierungen, Wochen/Monate, Auszeichnungen, Anmerkungen) | Höchstplatzierung, Gesamtwochen/‑monate, AuszeichnungChartplatzierungen (Jahr, Titel, Album, Platzierungen, Wochen/Monate, Auszeichnungen, Anmerkungen) | Höchstplatzierung, Gesamtwochen/‑monate, AuszeichnungChartplatzierungen (Jahr, Titel, Album, Platzierungen, Wochen/Monate, Auszeichnungen, Anmerkungen) | Anmerkungen |
| Jahr | Titel Album                                                    | DE | AT | CH | UK | US | Anmerkungen |
| --- | -------------------------------------------------------------- | --- | --- | --- | --- | --- | --- |
| 1944 | Long Ago (and Far Away) –                                      | — | — | — | — | US8 (3 Wo.)US | Erstveröffentlichung: 1. April 1944                                                                                      |
| 1945 | I Dream of You (More Than You Dream I Do) –                    | — | — | — | — | US10 (1 Wo.)US | Erstveröffentlichung: 17. Januar 1945                                                                                    |
| 1945 | If I Loved You –                                               | — | — | — | — | US3 (13 Wo.)US | |
| 1945 | I’m Gonna Love That Gal (Like She’s Never Been Loved Before) – | — | — | — | — | US7 (4 Wo.)US | Erstveröffentlichung: 17. Juni 1945                                                                                      |
| 1945 | Till the End of Time –                                         | — | — | — | — | US1 (17 Wo.)US | Erstveröffentlichung: Juli 1945                                                                                          |
| 1945 | I Can’t Begin to Tell You –                                    | — | — | — | — | US2 (5 Wo.)US | |
| 1945 | Dig You Later (A Hubba-Hubba-Hubba) –                          | — | — | — | — | US3 (12 Wo.)US | Erstveröffentlichung: November 1945                                                                                      |
| 1946 | I’m Always Chasing Rainbows –                                  | — | — | — | — | US7 (4 Wo.)US | |
| 1946 | Prisoner of Love –                                             | — | — | — | — | US1 (19 Wo.)US | |
| 1946 | They Say It’s Wonderful –                                      | — | — | — | — | US4 (8 Wo.)US | |
| 1946 | Surrender –                                                    | — | — | — | — | US1 (16 Wo.)US | |
| 1946 | Winter Wonderland –                                            | — | — | — | — | US10 (1 Wo.)US | |
| 1947 | Chi-Baba, Chi-Baba (My Bambino Go to Sleep) –                  | — | — | — | — | US1 (12 Wo.)US | |
| 1947 | When You Were Sweet Sixteen –                                  | — | — | — | — | US2 (12 Wo.)US | |
| 1948 | Because –                                                      | — | — | — | — | US4 (18 Wo.)US | Erstveröffentlichung: Februar 1948                                                                                       |
| 1948 | Haunted Heart –                                                | — | — | — | — | US23 (2 Wo.)US | |
| 1948 | Rambling Rose –                                                | — | — | — | — | US18 (14 Wo.)US | |
| 1949 | Far Away Places –                                              | — | — | — | — | US6 (16 Wo.)US | Erstveröffentlichung: Januar 1949                                                                                        |
| 1949 | N’yot N’yow (The Pussycat Song) –                              | — | — | — | — | US21 (6 Wo.)US | |
| 1949 | Blue Room –                                                    | — | — | — | — | US18 (3 Wo.)US | |
| 1949 | Forever and Ever –                                             | — | — | — | — | US3 (25 Wo.)US | Erstveröffentlichung: Februar 1949                                                                                       |
| 1949 | "A" – You’re Adorable (The Alphabet Song) –                    | — | — | — | — | US4 (15 Wo.)US | |
| 1949 | Some Enchanted Evening –                                       | — | — | — | — | US1 (26 Wo.)US | mit Mitchell Ayres and His Orchestra                                                                                     |
| 1949 | I Don’t See Me In Your Eyes Anymore –                          | — | — | — | — | US11 (15 Wo.)US | |
| 1949 | Bali H’ai –                                                    | — | — | — | — | US5 (16 Wo.)US | |
| 1949 | Just One Way To Say I Love You –                               | — | — | — | — | US23 (2 Wo.)US | |
| 1949 | Let’s Take An Old-Fashioned Walk –                             | — | — | — | — | US15 (10 Wo.)US | |
| 1949 | Give Me Your Hand –                                            | — | — | — | — | US25 (1 Wo.)US | |
| 1949 | A Dreamer’s Holiday –                                          | — | — | — | — | US4 (19 Wo.)US | |
| 1949 | I Wanna Go Home (With You) –                                   | — | — | — | — | US22 (3 Wo.)US | |
| 1949 | The Lords’s Prayer –                                           | — | — | — | — | US28 (2 Wo.)US | |
| 1949 | Ave Maria –                                                    | — | — | — | — | US22 (3 Wo.)US | |
| 1950 | Bibbidi-Bobbidi-Boo (The Magic Song) –                         | — | — | — | — | US17 (6 Wo.)US | |
| 1950 | Hoop-Dee-Doo –                                                 | — | — | — | — | US4 (17 Wo.)US | Erstveröffentlichung: 12. April 1950                                                                                     |
| 1950 | I Cross My Fingers –                                           | — | — | — | — | US25 (2 Wo.)US | |
| 1950 | Patricia –                                                     | — | — | — | — | US7 (12 Wo.)US | |
| 1950 | A Bushel and a Peck –                                          | — | — | — | — | US6 (18 Wo.)US | mit Betty Hutton |
| 1950 | You’re Just in Love –                                          | — | — | — | — | US5 (17 Wo.)US | Erstveröffentlichung: 21. Oktober 1950                                                                                   |
| 1951 | If –                                                           | — | — | — | — | US1 (22 Wo.)US | |
| 1951 | Zing Zing – Zoom Zoom –                                        | — | — | — | — | US17 (6 Wo.)US | |
| 1951 | There’s a Big Blue Cloud (Next to Heaven) –                    | — | — | — | — | US28 (1 Wo.)US | |
| 1951 | It’s Beginning to Look Like Christmas –                        | DE83 (3 Wo.)DE | AT56 (4 Wo.)AT | CH39 (9 Wo.)CH | UK40 Platin · (30 Wo.)UK | US12 (27 Wo.)US | Erstveröffentlichung: 13. Oktober 1951 in UK 2007/2008, in DE/CH/US 2018/2019 und in AT 2022/2023 erstmals in den Charts |
| 1952 | Tulips and Heather –                                           | — | — | — | — | US17 (11 Wo.)US | mit Mitchell Ayres and His Orchestra                                                                                     |
| 1952 | Maybe –                                                        | — | — | — | — | US8 (15 Wo.)US | mit Eddie Fisher |
| 1952 | Watermelon Weather –                                           | — | — | — | — | US28 (2 Wo.)US | |
| 1952 | Don’t Let the Stars Get in Your Eyes –                         | — | — | — | UK1 (15 Wo.)UK | US1 (22 Wo.)US | |
| 1953 | Wild Horses –                                                  | — | — | — | — | US7 (12 Wo.)US | mit Hugo Winterhalter’s Orchestra und Chor                                                                               |
| 1953 | Say You’re Mine Again –                                        | — | — | — | — | US5 (15 Wo.)US | mit The Ramblers |
| 1953 | No Other Love –                                                | — | — | — | — | US2 (22 Wo.)US | |
| 1953 | You Alone (Solo tu) –                                          | — | — | — | — | US10 (12 Wo.)US | |
| 1953 | Pa-Paya Mama –                                                 | — | — | — | — | US19 (1 Wo.)US | |
| 1954 | Wanted –                                                       | — | — | — | UK4 (15 Wo.)UK | US1 (22 Wo.)US | |
| 1954 | Hit and Run Affair –                                           | — | — | — | — | US30 (1 Wo.)US | |
| 1954 | Idle Gossip –                                                  | — | — | — | UK3 (15 Wo.)UK | — | |
| 1954 | Papa Loves Mambo –                                             | — | — | — | UK16 (1 Wo.)UK | US4 (18 Wo.)US | Erstveröffentlichung: September 1954                                                                                     |
| 1954 | Things I Didn’t Do –                                           | — | — | — | — | US27 (2 Wo.)US | |
| 1954 | (There’s No Place Like) Home for the Holidays –                | — | — | — | — | US18 (16 Wo.)US | |
| 1955 | Ko Ko Mo (I Love You So) –                                     | — | — | — | — | US4 (14 Wo.)US | Erstveröffentlichung: 31. Januar 1955                                                                                    |
| 1955 | Chee Chee-Oo Chee (Sang the Little Bird) –                     | — | — | — | — | US24 (2 Wo.)US | Erstveröffentlichung: Mai 1955 mit Jaye P. Morgan                                                                        |
| 1955 | Tina Marie –                                                   | — | — | — | UK24 (1 Wo.)UK | US6 (19 Wo.)US | |
| 1955 | All at One You Love Her –                                      | — | — | — | — | US24 (17 Wo.)US | |
| 1955 | Rose Tattoo –                                                  | — | — | — | — | US79 (4 Wo.)US | |
| 1956 | Juke Box Baby –                                                | — | — | — | UK22 (6 Wo.)UK | US10 (17 Wo.)US | |
| 1956 | Hot Diggity (Dog Ziggity Boom) –                               | — | — | — | UK4 (13 Wo.)UK | US2 (23 Wo.)US | Erstveröffentlichung: Juni 1956                                                                                          |
| 1956 | Glendora –                                                     | — | — | — | UK18 (6 Wo.)UK | US14 (17 Wo.)US | |
| 1956 | More –                                                         | — | — | — | UK10 (12 Wo.)UK | US9 (18 Wo.)US | |
| 1956 | Dream Along with Me (I’m on My Way to a Star) –                | — | — | — | — | US85 (5 Wo.)US | |
| 1956 | Somebody Up There Likes Me –                                   | — | — | — | — | US26 (10 Wo.)US | |
| 1956 | Moonlight Love (From Clair de Lune by Debussy) –               | — | — | — | — | US42 (9 Wo.)US | |
| 1956 | Chincherinchee –                                               | — | — | — | — | US59 (8 Wo.)US | |
| 1957 | Round and Round –                                              | DE8 (2 Mt.)DE | — | — | — | US1 (29 Wo.)US | Erstveröffentlichung: 3. Februar 1957                                                                                    |
| 1957 | Mi casa, su casa (My House Is Your House) –                    | DE9 (1 Mt.)DE | — | — | — | US50 (7 Wo.)US | |
| 1957 | Girl with the Golden Braids –                                  | — | — | — | — | US15 (14 Wo.)US | |
| 1957 | My Little Baby –                                               | — | — | — | — | US48 (6 Wo.)US | |
| 1957 | Dancin’ –                                                      | — | — | — | — | US76 (4 Wo.)US | mit Mitchell Ayres Orchestra and the Ray Charles Singers                                                                 |
| 1957 | Just Born (To Be Your Baby) –                                  | — | — | — | — | US19 (17 Wo.)US | |
| 1957 | Ivy Rose –                                                     | — | — | — | — | US32 (15 Wo.)US | |
| 1957 | Catch a Falling Star –                                         | — | — | — | UK9 (10 Wo.)UK | US9 Gold · (23 Wo.)US | Erstveröffentlichung: Dezember 1957                                                                                      |
| 1958 | Jingle Bells –                                                 | — | — | — | — | US74 (2 Wo.)US | |
| 1958 | Magic Moments –                                                | DE95 (1 Wo.)DE | — | — | UK1 (17 Wo.)UK | US27 (16 Wo.)US | Erstveröffentlichung: Januar 1958                                                                                        |
| 1958 | Kewpie Doll –                                                  | — | — | — | UK9 (7 Wo.)UK | US12 (16 Wo.)US | |
| 1958 | I May Never Pass This Way Again –                              | — | — | — | UK15 (8 Wo.)UK | — | |
| 1958 | Moon Talk –                                                    | — | — | — | UK17 (11 Wo.)UK | US29 (10 Wo.)US | |
| 1958 | Love Makes the World Go Round –                                | — | — | — | UK6 (14 Wo.)UK | US33 (10 Wo.)US | Erstveröffentlichung: 27. September 1958                                                                                 |
| 1958 | Mandolins in the Moonlight –                                   | DE29 (1 Mt.)DE | — | — | UK13 (12 Wo.)UK | US47 (10 Wo.)US | |
| 1959 | Tomboy –                                                       | — | — | — | UK10 (12 Wo.)UK | US29 (9 Wo.)US | |
| 1959 | I Know –                                                       | — | — | — | UK13 (16 Wo.)UK | US47 (9 Wo.)US | |
| 1960 | Delaware –                                                     | — | — | — | UK3 (14 Wo.)UK | US22 (11 Wo.)US | Erstveröffentlichung: Januar 1960                                                                                        |
| 1960 | I Know What God Is –                                           | — | — | — | — | US81 (2 Wo.)US | |
| 1960 | Make Someone Happy –                                           | — | — | — | — | US80 (2 Wo.)US | Erstveröffentlichung: Oktober 1960                                                                                       |
| 1961 | You’re Following Me –                                          | — | — | — | — | US92 (3 Wo.)US | |
| 1962 | Caterina –                                                     | DE7 (5 Mt.)DE | — | — | UK37 (6 Wo.)UK | US23 (12 Wo.)US | |
| 1963 | (I Love You) Don’t You Forget It –                             | DE17 (3 Mt.)DE | — | — | — | US39 (9 Wo.)US | Erstveröffentlichung: Mai 1963                                                                                           |
| 1965 | Dream On Little Dreamer –                                      | — | — | — | — | US25 (10 Wo.)US | |
| 1965 | Oowee, Oowee –                                                 | — | — | — | — | US88 (4 Wo.)US | |
| 1967 | Stop! and Think It Over –                                      | — | — | — | — | US92 (4 Wo.)US | |
| 1968 | The Father of Girls Look To Your Heart                         | — | — | — | — | US92 (2 Wo.)US | |
| 1969 | Seattle                                                        | — | — | — | — | US38 (10 Wo.)US | Erstveröffentlichung: 25. Januar 1969                                                                                    |
| 1970 | It’s Impossible                                                | — | — | — | UK4 (23 Wo.)UK | US10 (17 Wo.)US | Erstveröffentlichung: 30. September 1970                                                                                 |
| 1971 | I Think of You                                                 | — | — | — | UK14 (11 Wo.)UK | US53 (8 Wo.)US | Erstveröffentlichung: 3. Februar 1971                                                                                    |
| 1973 | And I Love You So                                              | — | — | — | UK3 Silber · (35 Wo.)UK | US29 (16 Wo.)US | Erstveröffentlichung: 30. März 1973                                                                                      |
| 1973 | For the Good Times And I Love You So                           | — | — | — | UK7 Silber · (27 Wo.)UK | — | Erstveröffentlichung: 10. August 1973                                                                                    |
| 1973 | Walk Right Back –                                              | — | — | — | UK33 (10 Wo.)UK | — | Erstveröffentlichung: 9. November 1973                                                                                   |
| 1974 | I Want to Give And I Love You So                               | — | — | — | UK31 (6 Wo.)UK | — | |
| 1974 | Christmas Dream The Odessa File O.S.T.                         | — | — | — | — | US92 (2 Wo.)US | Erstveröffentlichung: 6. Dezember 1974                                                                                   |
| 1986 | The Best of Times Today                                        | — | — | — | UK82 (2 Wo.)UK | — | |
| Folgende Lieder erschienen nicht als Single, wurden aber durch das Album zum Download und Streaming bereitgestellt und konnten somit eine Platzierung erlangen: |                                                                | | | | | | |
| |                                                                | | | | | | |
| 2021 | The Twelve Days of Christmas Christmas with Ella & Friends     | DE— aDE | — | — | — | — | Charteinstieg: 1. Januar 2021                                                                                            |

grau schraffiert: keine Chartdaten aus diesem Jahr verfügbar
Weitere Singles
| - 1949: When Day Is Done - 1949: When Is Sometime - 1949: I’ll Be Home for Christmas - 1949: Silent Night - 1949: O Come, All Ye Faithful (Adeste Fideles) - 1949: A Dream Is a Wish Your Heart Makes - 1949: A Sentimental Date with Perry (7inch Box Set) - 1949: Supper Club Favorites (7inch Box Set) - 1950: Please Believe Me (mit Mitchell Ayres and his Orchestra) - 1950: Song of Songs - 1950: Hoop-De-Doo (mit The Fontane Sisters) - 1950: The First Christmas (Part 1 & Part 2) - 1950: Bless This House (mit Mixed Chorus conducted by Mitchel Ayres and Organ Accompaniment) - 1950: Marrying for Love - 1950: If You Were My Girl - 1950: Let’s Go to Church (Next Sunday Morning) - 1951: Because - 1951: Perry Como Sings Billy Rose (Without a Song / More Than You Know) - 1951: Perry Como Sings Billy Rose (It’s Only a Paper Moon / Me and My Shadow) - 1951: Perry Como Sings Billy Rose (That Old Gang of Mine / I Found a Million Dollar Baby) - 1951: Hello, Young Lovers - 1951: There’s a Big Blue Cloud (Next to Heaven) (mit Mitchell Ayres and his Orchestra) - 1951: Tumbling Tumbleweeds (mit The Sons of the Pioneers) - 1951: Rollin’ Stone (mit Mitchell Ayres and his Orchestra) - 1952: Over the Rainbow (mit Mitchell Ayres’ Orchestra und Chor) - 1952: I Concentrate on You (mit Mitchell Ayres and his Orchestra) - 1952: If There Is Someone Lovelier Than You (mit Mitchell Ayres and his Orchestra) - 1952: Summertime (mit Mitchell Ayres and his Orchestra) - 1952: Noodlin’ Rag (mit The Fontane Sisters) - 1952: One Little Candle (mit Mitchell Ayres’ Orchestra und Chor) - 1952: Sweethearts Holiday - 1952: To Know You (Is to Love You) - 1953: The Ruby and the Pearl - 1953: My One and Only Heart - 1953: Abide with Me - 1953: I Saw Mommy Kissing Santa Claus | - 1953: The Twelve Days of Christmas - 1954: Frosty the Snowman - 1955: Nobody - 1955: Door of Dreams - 1955: You’ll Never Walk Alone - 1955: Fooled - 1955: Till the End of Time (Based on Chopin’s Polonaise) - 1955: Silent Night - 1957: One Little Candle - 1957: Silk Stockings - 1957: As Time Goes By - 1957: Marching Along to the Blues - 1957: Santa Claus Is Comin’ to Town - 1959: A Still Small Voice - 1959: The Lord’s Prayer - 1960: Gone Is My Love - 1965: Summer Wind - 1965: Meet Me at the Altar - 1966: Coo Coo Roo Coo Coo Paloma - 1966: Forget Domani - 1966: My Own Particular Way - 1967: A World of Love (That I Found in Your Arms) (mit The Ray Charles Singers) - 1967: You Made It That Way (Watermelon Summer) - 1967: I Looked Back - 1967: Christmas Bells - 1968: Happy Man - 1968: There Is No Christmas Like a Home Christmas - 1969: That’s All This Old World Needs - 1970: Love Is Spreading Over the World - 1971: Yesterday I Heard the Rain - 1973: Love Don’t Care (Where It Grows) - 1974: I Don’t Know What He Told You - 1974: Christmas Dream - 1976: Where You’re Concerned - 1982: I Wish It Could Be Christmas Forever |

## Statistik

### Chartauswertung
|                     | DE    | UK     | US     |
| ------------------- | ----- | ------ | ------ |
| Nummer-eins-Alben   | DE—DE | UK2UK  | US2US  |
| Top-10-Alben        | DE—DE | UK5UK  | US9US  |
| Alben in den Charts | DE—DE | UK14UK | US31US |

|                       | DE    | AT    | CH    | UK     | US      |
| --------------------- | ----- | ----- | ----- | ------ | ------- |
| Nummer-eins-Singles   | DE—DE | AT—AT | CH—CH | UK2UK  | US9US   |
| Top-10-Singles        | DE3DE | AT—AT | CH—CH | UK14UK | US42US  |
| Singles in den Charts | DE7DE | AT1AT | CH1CH | UK28UK | US100US |

### Auszeichnungen für Musikverkäufe
| Goldene Schallplatte - Australien - 2024: für die Single It’s Beginning to Look a Lot Like Christmas - Dänemark - 2022: für die Single It’s Beginning to Look a Lot Like Christmas - Griechenland - 2024: für die Single It’s Beginning to Look a Lot Like Christmas - Neuseeland - 2023: für die Single It’s Beginning to Look a Lot Like Christmas - Portugal - 2024: für die Single It’s Beginning to Look a Lot Like Christmas |

Anmerkung: Auszeichnungen in Ländern aus den Charttabellen bzw. Chartboxen sind in ebendiesen zu finden.
| Land/RegionAuszeichnungen für Musikverkäufe (Land/Region, Auszeichnungen, Verkäufe, Quellen) | Silber       | Gold       | Platin     | Verkäufe  | Quellen                   |
| -------------------------------------------------------------------------------------------- | ------------ | ---------- | ---------- | --------- | ------------------------- |
| Australien (ARIA)                                                                            | —            | Gold1      | —          | 35.000    | aria.com.au               |
| Dänemark (IFPI)                                                                              | —            | Gold1      | —          | 45.000    | ifpi.dk                   |
| Griechenland (IFPI)                                                                          | —            | Gold1      | —          | 10.000    | Einzelnachweise           |
| Neuseeland (RMNZ)                                                                            | —            | Gold1      | —          | 15.000    | aotearoamusiccharts.co.nz |
| Portugal (AFP)                                                                               | —            | Gold1      | —          | 5.000     | Einzelnachweise           |
| Vereinigte Staaten (RIAA)                                                                    | —            | 5× Gold5   | —          | 3.000.000 | riaa.com                  |
| Vereinigtes Königreich (BPI)                                                                 | 10× Silber10 | 2× Gold2   | 3× Platin3 | 2.380.000 | bpi.co.uk                 |
| Insgesamt                                                                                    | 10× Silber10 | 12× Gold12 | 3× Platin3 |           |                           |